# Isla de Entrada
Isla de Entrada (en francés: Île-d’Entrée) es una isla de la costa este de la islas de la Magdalena (Îles de la Madeleine), que forman parte de la provincia canadiense de Quebec. La isla posee 2 km de ancho y 3 km de largo. Su territorio está situado a 12 km del principal puerto de las islas de la Magdalena, «Cap-aux-Meules». Solo es accesible por mar o por aire y en ella reside una comunidad de habla inglesa. 
La pesca es la industria principal de la isla siendo la de la langosta la más importante, pero algunos pescadores también obtienen cangrejos, ostiones, caracoles, atún y arenque.
El punto culminante de la Isla es el Big Hill (con 170 m), que es también el pico más alto de todo el archipiélago. Es una colina redondeada que se encuentra en el centro de la pradera.
En 2017 tenía una población de aproximadamente 70 personas, frente a las 130 que había según estimaciones de 2007 y las 270 que había en 1980). Dicha población estaba formada principalmente por escoceses e irlandeses anglófonos y por algunos francófonos. Fruto del continuo descenso poblacional y de sus progresivo envejecimiento, la escuela de la isla cerró sus puertas en 2015.

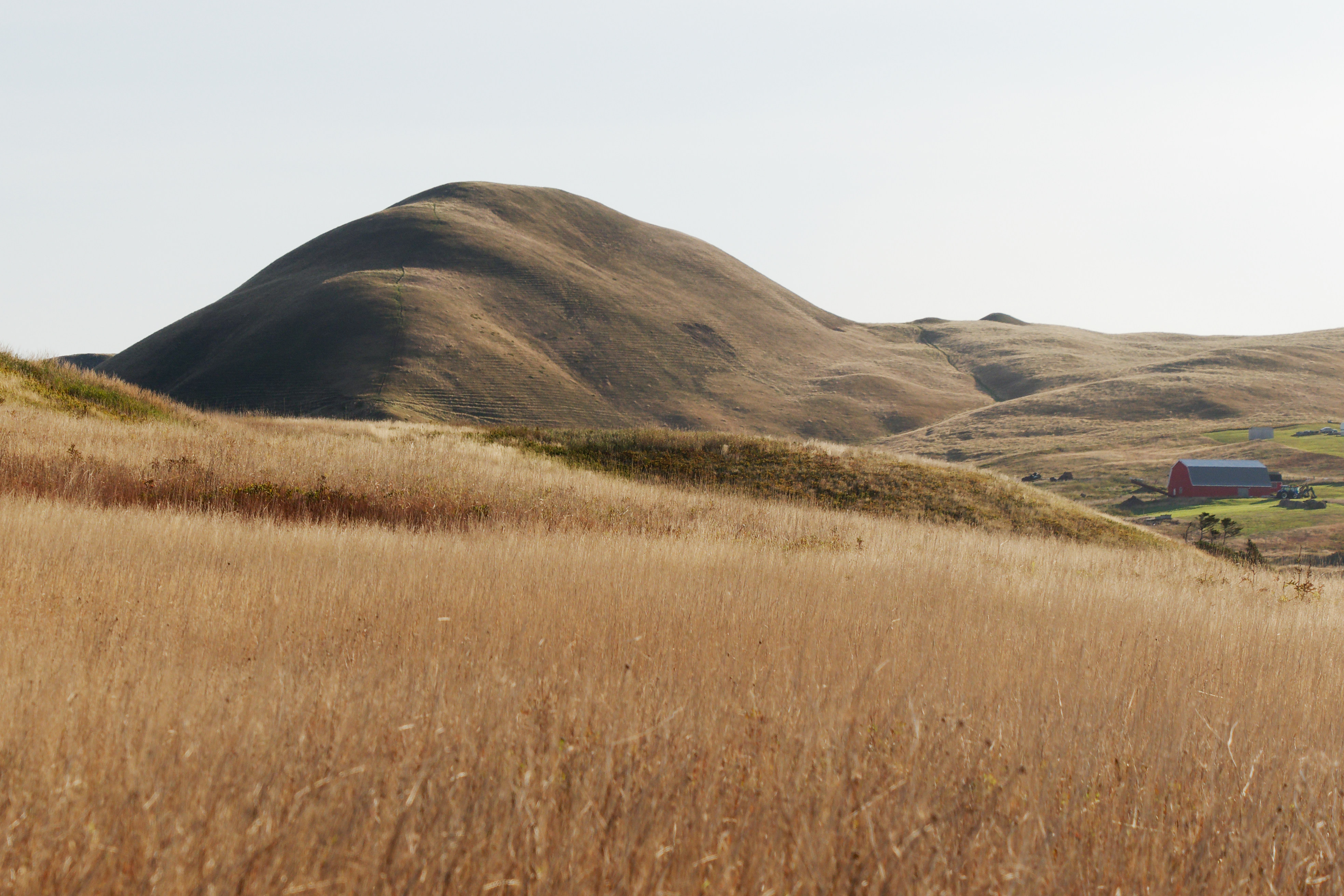
Big Hill
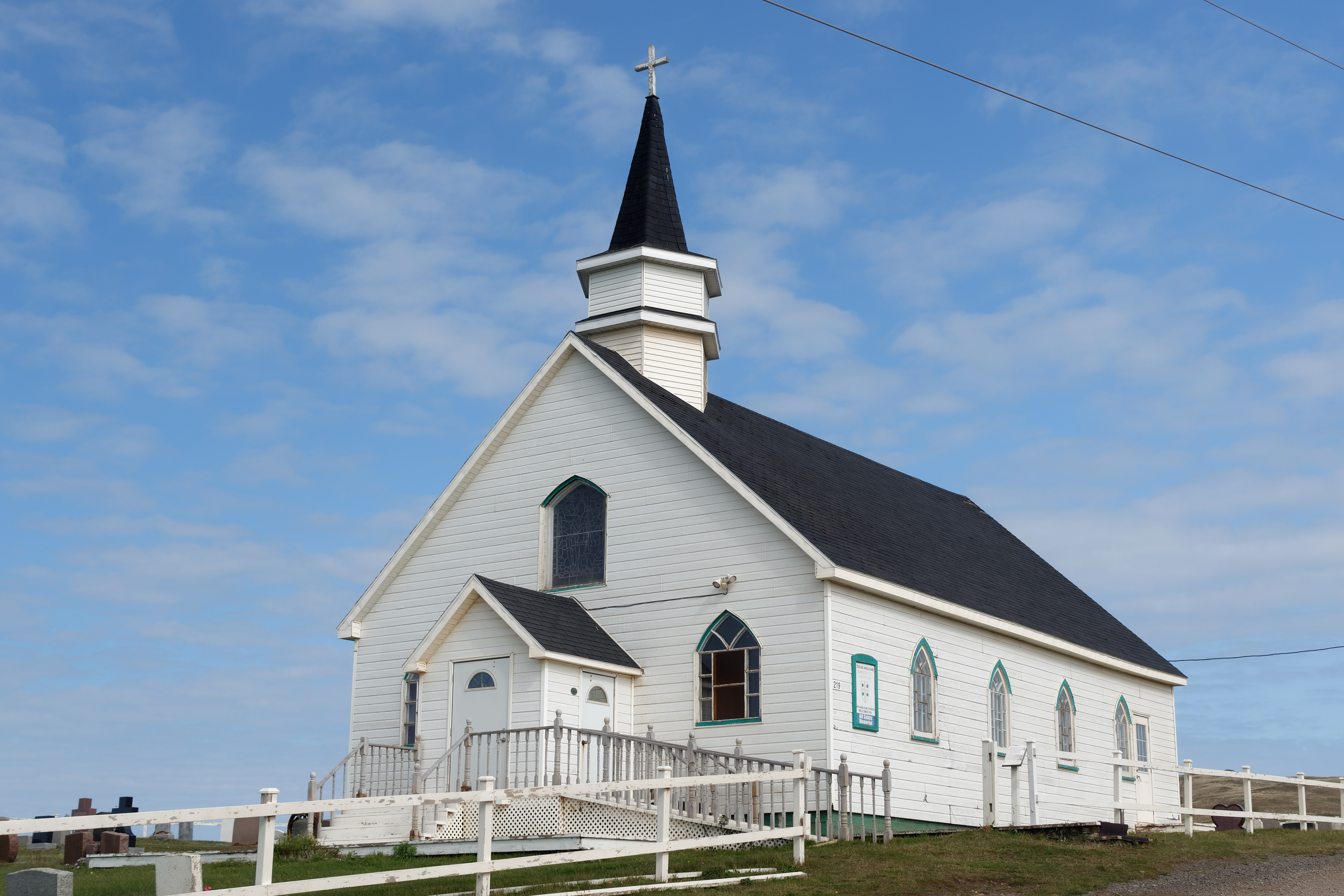
Iglesia
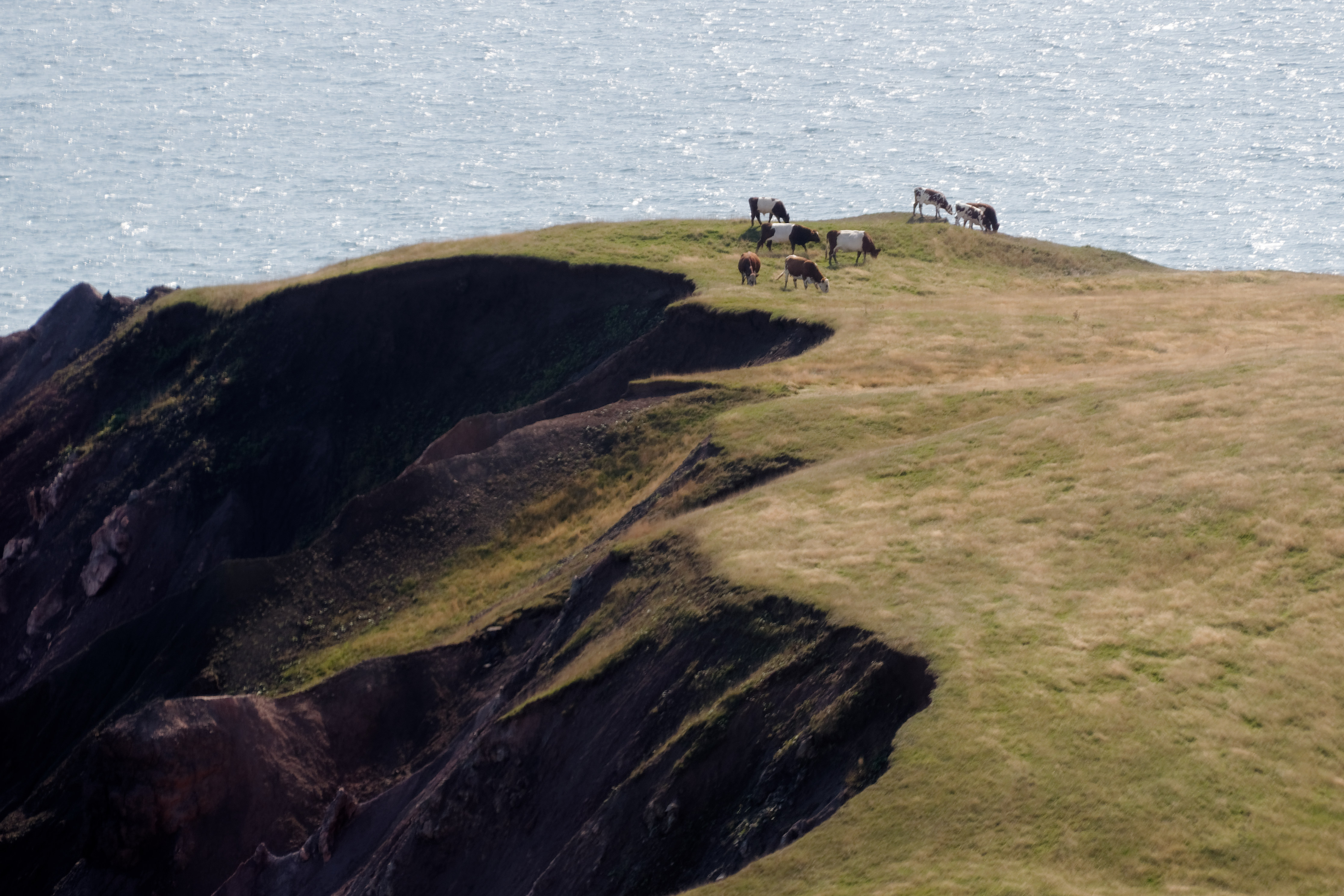
Pasto común
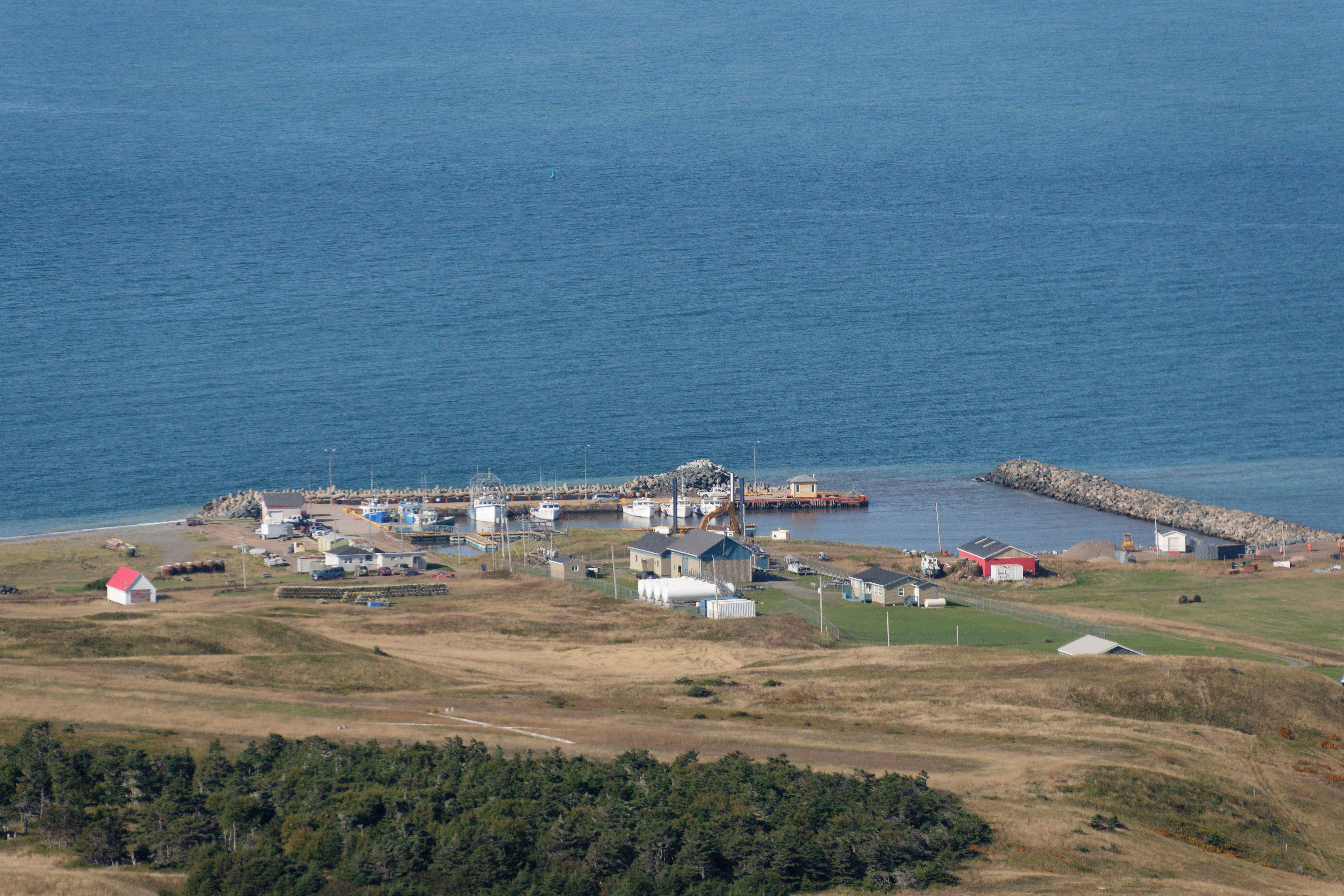
Puerto